# Dart (programmeertaal)
Dart is een programmeertaal die geoptimaliseerd is voor ontwikkeling van gebruikersgerichte software. De broncode kan gecompileerd worden naar een uitvoerbaar bestand (meerdere platformen) of kan worden getranscompileerd naar JavaScript. Toepassingsgebieden zijn onder andere: mobiel, web en server.
De taal is class defined, garbage-collected en objectgeoriënteerd, de code syntaxis lijkt op die van C. Er is ondersteuning voor interfaces, mixins, abstracte klassen, reified generics, static typing en een sound typing systeem.
Oorspronkelijk is Dart ontwikkeld en gestandaardiseerd door Google. De taal is open source en valt onder een aangepaste BSD-licentie.

## Geschiedenis
Dart is ontworpen door Lars Bak en Kasper Lund. De taal is voor het eerst getoond aan het publiek tijdens een GOTO conferentie in 2011. In 2013 kwam Dart 1.0 uit.

### Standaardisatie
In 2014 is de eerste versie van de Dart taal specificatie (ECMA-408) goedgekeurd door Ecma International. De specificatie werd opgesteld door het technisch comité TC52, welke als doel had om de taal te standaardiseren. De ECMA-408 specificatie is in 2014 (goedgekeurd als revisie 2) aangevuld met onder andere de primitieven: enum, async en deferred loading.

### Dart 2.0
Dart 2.0 werd uitgebracht in 2018. In Dart 2.0 is een "sound typing" systeem geïntroduceerd dat werkt door static-checking en runtime-checks toe te passen.
Sinds Dart 2.6 is de extensie dart2native te gebruiken om Dart code (.dart) te compileren naar standalone applicaties voor Linux (x64), MacOS (x64) en Windows(x64). 
De extensie dartaot is onderdeel van de extensie dart2native.
De extensie dart:ffi is onderdeel van de extensie dart2native.
Een gerelateerd Google project, Flutter, is gebruik gaan maken van de extensie dart2native.
Eind 2019 is versie 2.7 uitgebracht, welke het mogelijk maakt om extensie methoden toe te passen op elk type. Deze release kondigde de preview aan van Null safety en de package "characters".